# Красный пищевик

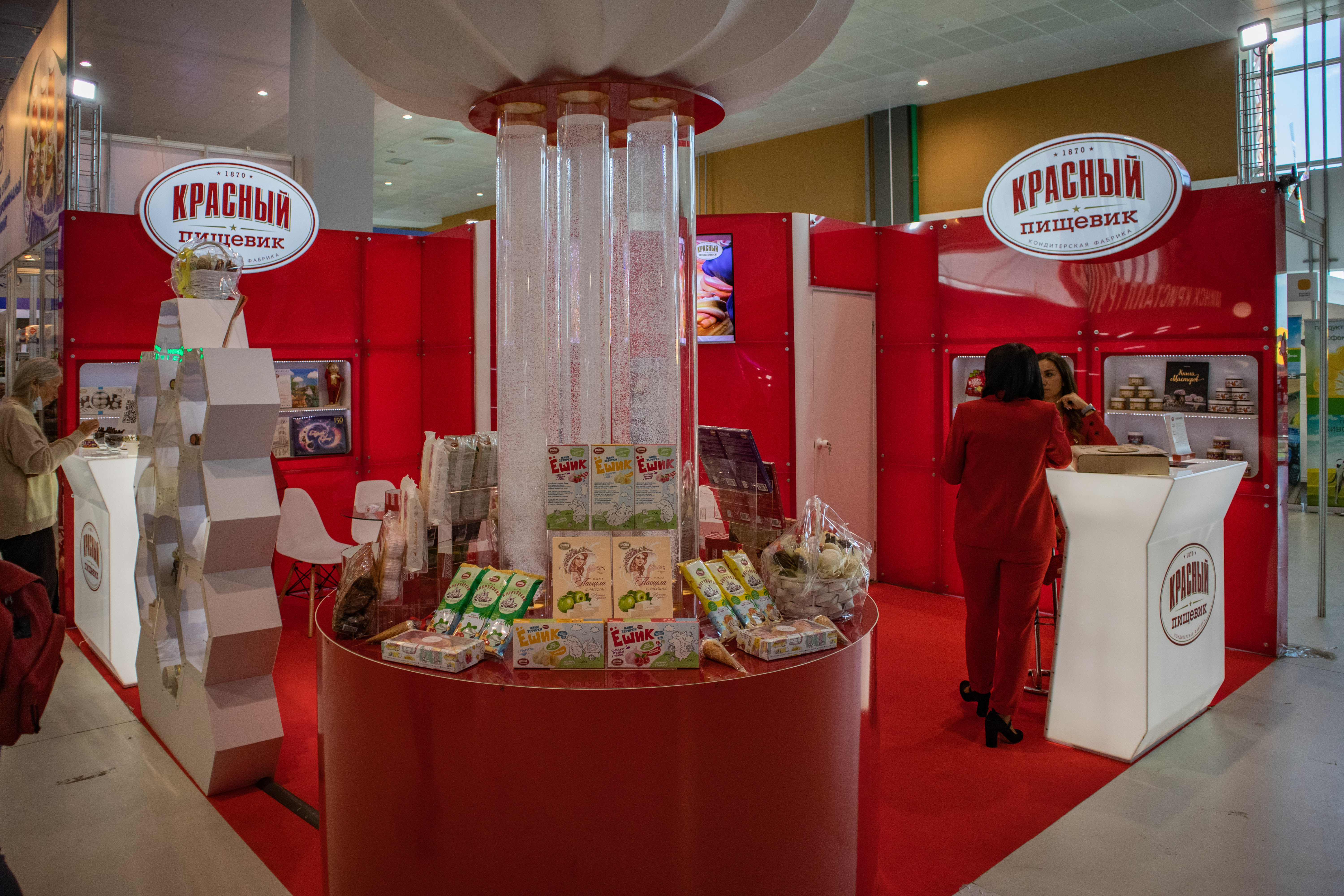
Стенд «Красного пищевика» на выставке «Белагро-2021»

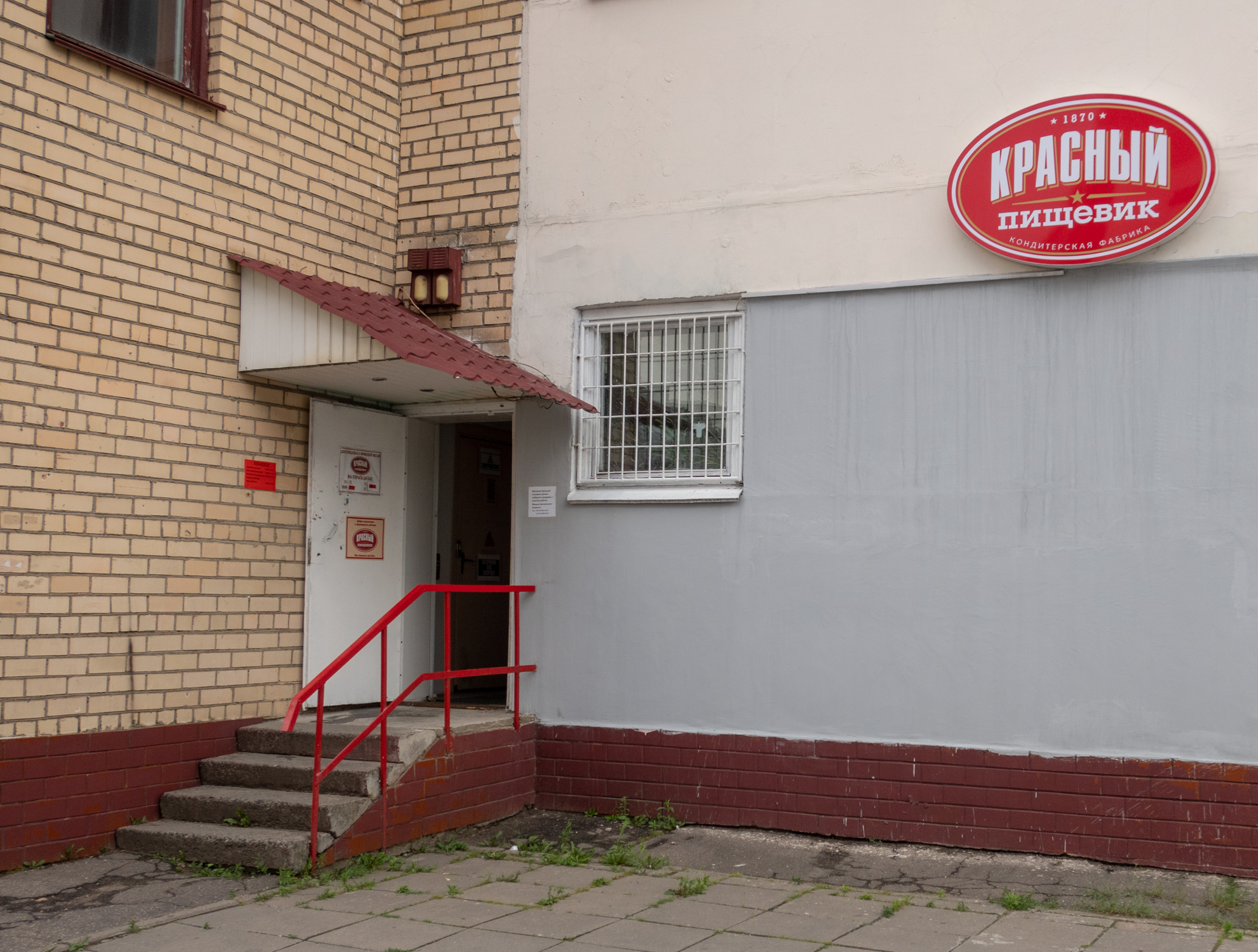
Один из фирменных магазинов фабрики в Минске (ул. Бачило, 18)

ОАО «Кра́сный пищеви́к» (бел. ААТ «Чырвоны харчавік») — белорусская кондитерская компания, расположенная в городе Бобруйске Могилёвской области. Одна из крупнейших кондитерских фабрик Республики Беларусь, второй по объёму производства производитель зефирно-мармеладной продукции в странах СНГ. Компания является одним из крупнейших налогоплательщиков Бобруйска.

## История
В 1870 году в Бобруйске был основан дрожжевой завод Райцина. В 1890-е годы была проведена реконструкция предприятия. В 1921—1924 годах завод не работал, в 1929—1930 годах был реконструирован в кондитерскую фабрику «Красный пищевик». Первоначально (в 1931 году) предприятие выпускало мармелад, пастилу, повидло, к 1937 году открылись три новых цеха — халвичный, карамельный и дражейный. В 1974 году был введён в эксплуатацию новый цех по производству мармелада, в 1987 году — новый корпус, в котором производились зефир, ирис и драже.
Ведомственная подчинённость предприятия в советский период неоднократно менялась: до 1953 года, в 1965—1972 и 1976—1985 годах подчинялось Министерству пищевой промышленности БССР (до 1946 года — одноимённому наркомату), в 1953—1955 годах — Белорусскому управлению кондитерской, крахмально-паточной и маслобойной промышленности («Белглавкондитер»), в 1955—1957 годах — Белорусскому тресту хлебопекарной, макаронной и дрожжевой промышленности («Белхлебтрест»), в 1957—1965 годах — Управлению пищевой промышленности Совнархоза БССР, в 1972—1976 годах — Минскому кондитерскому производственному объединению пищевой промышленности БССР. В декабре 1985 года предприятие было передано в подчинение Госагропрома БССР (с июля 1990 — Госкомитет БССР по сельскому хозяйству и продовольствию), в феврале 1991 года — в Министерство сельского хозяйства и продовольствия БССР (с сентября — Республики Беларусь).
26 июля 1994 года завод был акционирован, в 2005 году к предприятию был присоединён СПК «Колхоз им. Мичурина», преобразованный в филиал «Пищевик-Агро». В 1997 году предприятие было передано из Министерства сельского хозяйства и продовольствия Республики Беларусь в концерн «Белгоспищепром» при Совете Министров.
После акционирования предприятия значительный пакет акций некоторое время был в частных руках. К 1998 году государство сохранило за собой 18 % акций предприятия. В 2011 году компания «Белтяжмаш» минского застройщика Игоря Онищенко скупила значительную часть акций компании, доведя свою долю до контрольного пакета, но сделка была оспорена в суде. В 2013 году доля государства на предприятии была доведена до более чем 50 % в результате увеличения уставного фонда предприятия, что произошло несмотря на сопротивление «Белтяжмаша».

## Современное состояние
В 2016 году выручка от реализации продукции, работ, услуг компании составила 69,1 млн руб. (около 34 млн долларов), чистая прибыль — 2,35 млн руб. (около 1,1 млн долларов). В 2016 году предприятие произвело 7823 т зефира, 2878 т мармелада, 2175 т халвы, 567 т драже, 266 т ириса. Филиал «Пищевик-Агро» произвёл 2 тыс. т зерновых и зернобобовых, заготовил 35,7 тыс. т кормовых культур, произвёл 2,6 тыс. т молока.
В 2016 году 86,1 % продукции было реализовано на внутреннем рынке Республики Беларусь, 13,9 % поставлено на экспорт. Крупнейшие импортёры продукции — Россия, Украина, Казахстан, Молдова, Израиль, Литва, Латвия, Германия, Чехия, Польша.
Мощности предприятия рассчитаны на производство 18,7 тыс. т кондитерских изделий ежегодно:
- Зефир — 6896 т/год;
- Мармелад — 4696 т/год;
- Халва — 3774 т/год;
- Драже — 2072 т/год;
- Ирис — 1340 т/год.

В 2016 году мощности предприятия были использованы в среднем на 73,4 %, однако по зефиру мощности были использованы более чем на 110 %.